# マレー語版ウィキペディア
マレー語版ウィキペディア（マレーごばんウィキペディア、マレー語：Wikipedia Bahasa Melayu）は、フリー百科事典「ウィキペディア」のマレー語版である。2002年10月26日に設立された。2017年1月1日の統計では、286,435本の記事、184,623人の登録利用者、16人の管理者を有する30番目に大きいウィキペディアとなっている。

## 沿革
- 2002年10月26日 - 開設。
- 2011年1月9日 - 100,000項目突破。
- 2013年3月21日 - 200,000項目突破。